# تیم ویلوگبی
تیم ویلوگبی (انگلیسی: Tim Willoughby; ۲۴ ژوئن ۱۹۵۴ – ۹ ژانویهٔ ۲۰۰۸) ورزشکار روئینگ اهل استرالیا بود.
وی در مسابقات کشوری و بین‌المللی در مجموع برندهٔ ۲ مدال برنز شده‌است.